# Pak Kil-jon
Pak Kil-jon (koreanisch 박길준; Pak Kil Jon; auch Pak Gil-ryong) war ein nordkoreanischer Diplomat sowjetischer Herkunft, der zwischen Mai 1954 und Juli 1957 als erster Botschafter in der Deutschen Demokratischen Republik (DDR) amtierte.

## Biographie
Pak Kil-jon kam – möglicherweise im Zuge der Invasion der Mandschurei im August 1945 – aus der Sowjetunion nach Korea und begann dort zu arbeiten; in den Folgejahren wurde dem Sowjetbürger auch die Staatsbürgerschaft Nordkoreas verliehen. Nach dem erfolgten Agrément am 6. März 1954 wurde Pak Kil-jon am 12. Mai 1954 als Außerordentlicher und Bevollmächtigter Botschafter der Koreanischen Volksdemokratischen Republik in der Deutschen Demokratischen Republik akkreditiert; an diesem Tag überreichte er dem Präsidenten Wilhelm Pieck sein Beglaubigungsschreiben.
Wenige Wochen später konnte der Botschafter etwa hundert Personen auszeichnen, „die an der solidarischen Hilfe für das koreanische Volk und der Festigung der Freundschaft zwischen beiden Völkern hervorragenden Anteil haben“. Den Orden des Staatsbanners I. Klasse, die höchste nordkoreanische Auszeichnung dieser Zeit, erhielten unter anderem Otto Nuschke, Hans Wiedemann, Lothar Bolz, Erich Correns, Johannes Dieckmann, Friedrich Ebert, Karl Linser und die westdeutsche Friedenskämpferin Lilly Wächter. Im Namen des Präsidiums der Obersten Volksversammlung Nordkoreas zeichnete Pak Kil-jon im Januar 1955 auch Wilhelm Pieck, Otto Grotewohl und Walter Ulbricht mit dem Orden des Staatsbanners I. Klasse aus.
Der Botschafter begleitete im Juni 1954 den Staatsbesuch des nordkoreanischen Außenministers Nam Il sowie den ersten DDR-Staatsbesuch von Kim Il-sung (Kim Ir Sen) zwischen dem 7. und 12. Juni 1956, der mit der Unterzeichnung einer Gemeinsamen Erklärung zur Festigung des Friedens beendet wurde. Nach drei Jahren Botschaftsarbeit wurde Pak Kil-jon am 21. Mai 1957 von Walter Ulbricht schließlich zu seinem Abschiedsbesuch empfangen. Sein Nachfolger als nordkoreanischer Botschafter in der DDR wurde am 10. Juli 1957 Pak Ir-jen.
Pak Kil-jon war verheiratet und hatte mehrere Kinder. Ehefrau und Kinder besaßen ausschließlich die sowjetische Staatsbürgerschaft; seine Frau konnte deshalb keine Arbeit finden, ohne Kenntnis der koreanischen Sprache erhielten die Kinder teilweise keine Schulbildung. Im März 1958 erklärte Pak Kil-jon in einem Gespräch mit dem sowjetischen Botschafter in Nordkorea, Alexander Michailowitsch Pusanow, demnächst wieder in die Heimat zurückkehren zu wollen.